# Romeo i Julia (film 1978)
Romeo i Julia – pełnometrażowy film kostiumowy w reżyserii Williama Hobbsa.

## Obsada
- Patrick Ryecart jako Romeo
- Rebecca Saire jako Julia
- Celia Johnson jako Pielęgniarka
- Michael Hordern jako Kapulet
- John Gielgud jako chór
- Alan Rickman jako Tybalt
- Jacqueline Hill jako Pani Kapulet
- Christopher Strauli jako Benvolio
- Christopher Northey jako Parys
- Paul Henry jako Piotr
- Roger Davidson jako Baltazar
- John Paul jako Monteki
- Zulema Dene jako Pani Monteki
- Esmond Knight jako Starzec
- David Sibley jako Samson
- Jack Carr jako Grzegorz
- Bunny Reed jako Abraham
- Vernon Dobtcheff jako Aptekarz
- John Savident jako Brat Jan
- Danny Schiller jako Muzykant
- Jeremy Young jako Strażnik #1
- Jeffrey Chiswick jako Strażnik #2
- Gary Taylor jako Potpan